# 特別弁護人
特別弁護人（とくべつべんごにん）とは刑事訴訟や少年保護手続において弁護士資格を持たない弁護人のこと。

## 概要
刑事訴訟の被告人は弁護人を頼むことができる。刑事訴訟の弁護人は弁護士であることを原則としているが、事件の性格によっては特別の知識や経験を持ったもの人を弁護人に付けた方が被告人のために有利になる場合がある。そのため刑事訴訟法第31条や少年法第10条では簡易裁判所、家庭裁判所、地方裁判所では裁判所が許可をした時は弁護士でない者を弁護人に選任することができる。ただし、刑事訴訟法第31条但し書及び刑事訴訟規則第19条第1項により、地方裁判所では別に弁護士がいる場合に限っており、また主任弁護人になることはできない。
特別弁護人は普通の弁護人と同じ権利を行使できる。
1993年2月に京都市の会社役員が自動車における道路交通法違反（スピード違反）で検挙された際に否認をし、京都府警の取り調べに先立ち、法律と科学捜査に詳しい知人を特別弁護人として申請した際には、同年10月21日に最高裁は刑事訴訟法上は特別弁護人を選ぶことができるのは起訴後に限定され、起訴前では不可能とする判断を下した。

## 例
- 松川事件 - 小沢三千雄[4]
- 千住妾殺し事件 - 山田わか[5]
- 精神病夫殺し事件 - 堤ツル[6]
- チャタレイ事件 - 中島健蔵[2]・福田恆存[7]
- 血のメーデー事件 - 阿部知二
- 悪徳の栄え事件 - 遠藤周作[2]・白井健三郎[2]・埴谷雄高[8]
- 丸正事件名誉棄損事案 - 高木彬光[2]
- 恵庭事件 - 深瀬忠一[9]
- 千円札裁判 - 瀧口修造[10]
- 千葉大学腸チフス事件 - 国立予防研究所医師[11]
- 金嬉老事件 - 金達寿[12]・岡村昭彦[13]
- 永山則夫連続射殺事件 - 馬渡尚憲・杉浦克己
- 東大紛争 - 折原浩[14]
- 北大紛争 – 花崎皋平[15]・中山毅[15]・加藤晃[15]
- 日活ロマンポルノ事件 - 小川徹
- 連合赤軍事件 - 瀬戸内寂聴[16]
- 四畳半襖の下張事件 - 丸谷才一[17]
- 甲山事件 - 大橋靖史[18]・浜田寿美男[19]
- 宮永スパイ事件 - 広瀬栄一
- 日本航空機駿河湾上空ニアミス事故 - 全運輸労働組合副委員長[20]
- 福島県立大野病院事件 - 産婦人科医
- パソコン遠隔操作事件 - IT関連会社社長[21]